# آرمین سهرابیان
آرمین سهرابیان (زاده ۴ مرداد ۱۳۷۴) بازیکن فوتبال اهل ایران است که در پست مدافع میانی و مدافع چپ برای باشگاه استقلال در لیگ برتر خلیج فارس بازی می‌کند.

## باشگاهی

### سپاهان اصفهان
آرمین سهرابیان محصول آکادمی باشگاه سپاهان است او در سال ۲۰۱۱ فوتبال را ازتیم جوانان سپاهان آغاز نمود و در سال ۲۰۱۴ به تیم بزرگسالان راه یافت او با سپاهان قهرمان لیگ برتر ۹۴–۱۳۹۳ شد.

### استقلال تهران
وی در تاریخ چهارشنبه - ۷ تیر ۱۳۹۶ با عقد قراردادی دو ساله به استقلال تهران پیوست او پس از چند هفته نیمکت‌نشینی نخستین بازی خود را برای استقلال مقابل پارس جنوبی جم در پست تخصصی خودش مدافع چپ در فصل۱۳۹۶–۱۳۹۷ انجام داد. در مسابقه استقلال و فولاد خوزستان در برخوردی بین او و پادوانی مدافع استقلال، باعث مصدومیت او شد سهرابیان در همان مسابقه به‌جای او در دفاع وسط قرار گرفت او توانست توانایی‌های خود در این پست را نیز نشان دهد او پس از آن در برخی از بازی‌ها به عنوان دفاع وسط به میدان رفت. آرمین سهرابیان در نخستین سالی که در استقلال حضور داشت توانست به مقام قهرمانی جام حذفی فوتبال ایران ۹۷–۹۶ برسد. اوج درخشش سهرابیان در مسابقه استقلال و ذوب آهن در لیگ قهرمانان آسیا بود برخوردی بین او و مدافع تیم ذوب آهن در محوطه جریمه رخ داد داور برای استقلال پنالتی گرفت و مامه بابا تیام توانست آن را گل کند. این بازیکن تأثیرگذار در صعود استقلال بود. وی در پایان فصل ۲۰۱۸–۲۰۱۹ و پس از دو فصل حضور در استقلال و انجام ۳۸ بازی از این تیم جدا شد.

### سایپا
آرمین سهرابیان در تاریخ ۳۱ تیر ۱۳۹۸ با قراردادی یک ساله سایپا پیوست. مدیران سایپا در آن فصل، با کنار گذاشتن علی دایی قصد ساخت یک تیم موفق به رهبری ابراهیم صادقی را داشتند که منجر به شکست شد و حتی در فصل بعدش به دسته یک سقوط کردند. 

### گل‌گهر سیرجان
پس از یک فصل حضور در سایپا در ۶ مهر ۱۳۹۹ با نظر امیر قلعه نویی به گل‌گهر سیرجان پیوست پس از یک فصل حضور در گل‌گهر یک فصل دیگر قرارداد خودش را با این تیم سیرجانی تمدید کرد و این اتفاق فصل بعد هم برای وی اتفاق افتاد و قراردادش را تمدید کرد و در نهایت ۳ فصل با پیراهن گل‌گهر زیر نظر امیر قلعه نویی به میدان رفت و با گل‌گهر به پیراهن تیم ملی نیز رسید.

### بازگشت به استقلال
وی در ۱۱ تیر ۱۴۰۲ با درخواست جواد نکونام با قراردادی دو ساله، پس از ۴ فصل به استقلال بازگشت. وی با وجود مصدومیت و غایب بودن در بعضی بازیها تا پایان نیم فصل لیگ برتر ۰۳–۱۴۰۲ در ۱۰ بازی، موفق به ثمر رساندن سه گا ویک پاس گل شد.

#### سریعترین گل استقلال در لیگ برتر
آرمین سهرابیان در هفته بیست و یکم لیگ برتر ۰۳–۱۴۰۲ در بازی مقابل هوادار با ارسال ابوالفضل جلالی از سمت چپ و ضربه سر وی در ثانیه ۴۳ بازی گلزنی کرد و سریعترین گل استقلال را در تاریخ لیگ برتر به ثمر رساند.

### نساجی مازندران
وی ۱۸ مهر ۱۴۰۳ از انتشار پستی از هواداران استقلال خداحافظی کردو به نساجی مازندران پیوست.سهرابیان در این فصل دو بازی برای استقلال انجام داده بود.

## آمار باشگاهی
| عملکرد باشگاهی | عملکرد باشگاهی | عملکرد باشگاهی | لیگ  | لیگ | جام  | جام | قاره‌ای | قاره‌ای | مجموع | مجموع |
| فصل            | باشگاه         | لیگ            | بازی | گل  | بازی | گل  | بازی   | گل     | بازی  | گل    |
| -------------- | -------------- | -------------- | ---- | --- | ---- | --- | ------ | ------ | ----- | ----- |
| ۲۰۱۷–۲۰۱۶      | سپاهان         | لیگ برتر       | ۱۴   | ۰   | ۲    | ۰   | –      | –      | ۱۶    | ۰     |
| مجموع سپاهان   | مجموع سپاهان   | مجموع سپاهان   | ۱۴   | ۰   | ۲    | ۰   | –      | –      | ۱۶    | ۰     |
| ۲۰۱۸–۲۰۱۷      | استقلال        | لیگ برتر       | ۸    | ۰   | ۱    | ۰   | ۶      | ۰      | ۱۵    | ۰     |
| ۲۰۱۹–۲۰۱۸      | استقلال        | لیگ برتر       | ۱۸   | ۰   | ۲    | ۰   | ۳      | ۰      | ۲۳    | ۰     |
| ۲۰۲۳–۲۰۲۴      | استقلال        | لیگ برتر       | ۱۷   | ۴   | ۱    | ۰   | –      | –      | ۱۸    | ۴     |
| ۲۰۲۴–۲۰۲۵      | استقلال        | لیگ برتر       | ۱۱   | ۰   | ۳    | ۰   | ۴      | ۰      | ۱۸    | ۰     |
| مجموع استقلال  | مجموع استقلال  | مجموع استقلال  | ۵۴   | ۴   | ۷    | ۰   | ۱۳     | ۰      | ۷۴    | ۴     |
| ۲۰۱۹–۲۰۲۰      | سایپا          | لیگ برتر       | ۲۹   | ۳   | ۱    | ۰   | –      | –      | ۳۰    | ۳     |
| مجموع سایپا    | مجموع سایپا    | مجموع سایپا    | ۲۹   | ۳   | ۱    | ۰   | –      | –      | ۳۰    | ۳     |
| ۲۰۲۰–۲۰۲۱      | گل‌گهر          | لیگ برتر       | ۲۷   | ۰   | ۴    | ۰   | –      | –      | ۳۱    | ۰     |
| ۲۰۲۱–۲۰۲۲      | گل‌گهر          | لیگ برتر       | ۲۳   | ۲   | ۲    | ۰   | –      | –      | ۲۵    | ۲     |
| ۲۰۲۲–۲۰۲۳      | گل‌گهر          | لیگ برتر       | ۲۴   | ۴   | ۳    | ۰   | –      | –      | ۲۷    | ۴     |
| مجموع گل‌گهر    | مجموع گل‌گهر    | مجموع گل‌گهر    | ۷۴   | ۶   | ۹    | ۰   | –      | –      | ۸۳    | ۶     |
| ۲۰۲۴–۲۰۲۵      | نساجی          | لیگ برتر       | ۸    | ۰   | ۰    | ۰   | –      | –      | ۸     | ۰     |
| مجموع نساجی    | مجموع نساجی    | مجموع نساجی    | ۸    | ۰   | ۰    | ۰   | –      | –      | ۸     | ۰     |
| مجموع آمار     | مجموع آمار     | مجموع آمار     | ۱۷۹  | ۱۳  | ۱۹   | ۰   | ۱۳     | ۰      | ۲۱۱   | ۱۳    |

## عملکرد ملی

### جوانان ایران
آرمین سهرابیان ۱۰ بازی رسمی برای تیم ملی جوانان ایران انجام داده و ۲ گل نیز به ثمر رسانده است.

### ایران
وی در ۱۱ شهریور ۱۳۹۷ برای نخستین‌بار توسط کارلوس کی‌روش به تیم ملی ایران دعوت شد.آرمین سهرابیان در دو بازی دوستانه ایران برابر ازبکستان و بولیوی نیمکت‌نشین بود و فرصت بازی کردن پیدا نکرد. وی اولین بازی ملی خود را در روز ۸ فروردین ۱۴۰۲ مقابل کنیا انجام داد.

## آمار ملی

### بازی‌های ملی
تا تاریخ ۲۸ مارس ۲۰۲۳
| ایران | ایران | ایران |
| سال   | بازی  | گل    |
| ----- | ----- | ----- |
| ۲۰۲۳  | ۱     | ۰     |
| مجموع | ۱     | ۰     |

## افتخارات

### باشگاهی

#### سپاهان اصفهان
- لیگ برتر خلیج فارس (۱): ۹۴–۱۳۹۳

#### استقلال تهران
- جام حذفی فوتبال ایران (۲): ۹۷–۱۳۹۶، ۰۴–۱۴۰۳
- نایب قهرمانی لیگ برتر (۱): ۰۳–۱۴۰۲

#### سایپا
- جام شهدا (۱): ۱۳۹۸

### فردی
- بهترین مدافع میانی سال ۱۴۰۲ با رای کارشناسان و رای مردمی در نوروز فوتبالی[۱۶]
- تیم منتخب کارشناسان و مردمی سال ۱۴۰۲ نوروز فوتبالی[۱۷]